# 五丈原之戰
五丈原之戰是中國的三國時期發生的一場戰役，主要戰場五丈原，交戰雙方為曹魏及蜀漢，時為蜀汉后主劉禪建兴十二年（234年，魏明帝青龍二年）。當時，蜀漢丞相諸葛亮率軍第五次北伐，由漢中出發，取道斜谷，穿越秦嶺，進駐五丈原。在此，蜀军与魏军对峙了100余天。最后，诸葛亮病逝于此。

## 背景
231年的第四次北伐，蜀军粮尽退军。撤退時，魏方車騎將軍張郃被射傷，傷重而死。從蜀方第一次北伐開始，由於連年派出數萬規模的軍隊出征，而每次均為兵糧不足而要退兵，所以諸葛亮在其後的三年裡，勸農講武，作木牛、流馬，運米糧到斜谷口集積，又住在斜谷邸閣，與民休息，準備再次北伐。

## 經過
234年春二月，諸葛亮再度出征曹魏，悉大眾軍由斜谷出，以流馬運輸，意取長安；同時派使臣到東吳，希望孫權能同時攻魏，孫權答應進攻合肥。根據《晉書·宣帝紀》，兩軍合共十餘萬人。四月，諸葛亮到達郿縣，據渭河南武功五丈原，司馬懿立即从渭河北渡河，背水防守，形成诸葛亮與魏大都督司馬懿在渭南對峙局面。
魏將郭淮認為蜀軍必會渡渭河爭奪北原，司馬懿認同，便派郭淮先前往防備，又把人口集中的渭水以南築砦加固防備。果然，蜀軍到來，但被郭淮擊退。渭水呈东西走向，有一条呈南北走向并向北流入渭水的武功水成为司马懿和诸葛亮争夺的焦点。五丈原位于武功水之西，诸葛亮派遣孟琰占据武功水东岸。司马懿曾于武功水涨水之时试图偷袭武功水东的孟琰所部，但遭诸葛亮搭浮桥以弩兵击退。諸葛亮每每患糧不繼，使己志不申，是以分兵屯田，為久駐之基。耕者雜於渭南河濱居民之間，而百姓相安，軍無私事。而孫權也曾率十萬大軍北上響應蜀漢，但被满宠领数十勇士放火烧船打败。（詳見合肥之戰）。
諸葛亮自至，數次派人挑戰。司马懿吸取先前在诸葛亮第四次北伐时魏军与蜀汉军队正面作战惨败的教训，始終堅守不出。其後諸葛亮故意讓人帶一套女人的衣服、頭巾送給司馬懿，表示司馬懿就像女人一樣。魏軍將領見此情形都火冒三丈，紛紛要求出戰，司馬懿為了搪塞將領們的要求，向魏明帝曹叡上表固請出請戰，而曹叡便使衛尉辛毗持節以節制司馬懿。姜維對諸葛亮說：「辛佐治仗節而到，賊不復出矣。」諸葛亮曰：「彼本無戰情，所以固請戰者，以示武於其眾耳。將在軍，君命有所不受，苟能制吾，豈有千里而請戰乎！」點明司馬懿只是做個樣子而已。
司馬懿讓2000餘人在軍營東南角高呼萬歲，諸葛亮使者就問怎麼回事，司馬懿說是孫吳有使者來請降。諸葛亮得知后說：“孫吳一定不會投降，你司馬懿都是快60歲的老頭了，何必要耍這種鬼把戏呢！”
後諸葛亮又派下戰使到司馬懿處，司馬懿問諸葛亮寢、食和其事情之勞累，不問軍事。使對司馬懿說：「諸葛公夙興夜寐，罰二十以上，皆親攬焉；所啖食不至數升。」司馬懿說：「亮將死矣。」魏、蜀兩軍相峙百餘日。是年八月，諸葛亮積勞成疾而病倒，病情日益惡化。消息傳到成都，劉禪派李福去探望諸葛亮，並詢問以後國家大計和繼承人問題。諸葛亮也對各將領交代後事，要楊儀和費禕統領各軍撤退，由魏延、姜維負責斷後。
不久，諸葛亮病逝五丈原，享年五十四歲。楊儀、姜維等秘不發喪，整頓軍馬而退出。百姓奔走相告司馬懿，司馬懿追出。姜維令楊儀返旗鳴鼓，回軍向司馬懿進擊，司馬懿乃撤退，不敢追逼。於是楊儀結陣而去，入斜谷後才發喪。而司馬懿的此番應對，百姓為之笑話，稱「死諸葛走生仲達」，司馬懿得知後回應：「吾能料生，不便料死也。」之後司马懿仔细查看了诸葛亮生前安营下寨之处，评价道：“天下奇才也！”对诸葛亮的军事才能给予了高度评价。

## 戰後
《三國志》載撤退後的蜀軍，前將軍魏延、長史楊儀為了是否撤兵兩派人馬發生鬥爭，魏延遭到楊儀派遣的馬岱所殺。《魏略》則載楊儀放出魏延投敵之謠言，起兵追而殺之。
之後楊儀在軍事和政事遭到蒋琬等人刻意架空，楊儀雖任中軍師，卻無所統括、如同虛職。
後來蒋琬和費禕掌握蜀漢軍政大權。楊儀為人心胸狹隘，自恃撤軍有功，以己為諸葛亮接班人自居卻未能執掌蜀漢軍政大權，因而出言反逆，最後遭劉禪貶為庶民後流放，卻又因毀謗國政入獄，心有不甘而自殺。
蔣琬曾計劃繼續北伐，但為其他重臣反對而未有實行。
在抵抗過蜀軍的侵攻後，司馬懿於238年討伐遼東的公孫淵，滅公孫淵。自此，曹魏東西外患除去，司馬懿亦因為取得大功，確立其在曹魏朝廷內的地位。239年，年輕的曹叡病故，其養子曹芳尚年幼，曹爽在與司馬懿的黨爭落敗並被誅族後，司馬氏把持曹魏政局，逐步凌駕曹氏後人的地位，間接埋下後來三國歸晉的基礎。

## 參看
- 曹魏
- 孫吳
- 蜀汉
- 诸葛亮
- 司马懿
- 五丈原
- 三國志
- 三国演义